# Jill Johnson
Jill Johnson (Ängelholm, 24 maggio 1973) è una cantante svedese.

## Biografia
In attività dal 1996, è nota soprattutto come artista country, ma ha anche inciso dischi pop e schlager. Suona l'armonica a bocca.
Ha vinto il Melodifestivalen del 1998 con il brano Kärleken är. In seguito vi ha di nuovo partecipato nel 2003 con il brano Crazy in Love, classficandosi quarta.

## Discografia

### Album
- 1996 - Sugartree
- 1998 - När hela världen ser på
- 2000 - Daughter of Eve
- 2001 - Good Girl
- 2003 - Discography 1996-2003
- 2004 - Roots and Wings
- 2005 - Being who you are
- 2005 - The Christmas In You
- 2007 - Music Row
- 2008 - Baby Blue Paper
- 2009 - Music Row II
- 2010 - The Well-Known And Some Other Favourite Stories
- 2010 - Baby Blue Paper Live
- 2011 - Flirting With Disaster
- 2011 - Välkommen jul
- 2012 - A Woman Can Change Her Mind
- 2013 - Duetterna
- 2014 - Livemusiken från Jills veranda
- 2014 - Songs for Daddy